# Няганский театр юного зрителя
Ня́ганский театр юного зрителя — первый драматический театр для детей и юношества в Ханты-Мансийском округе — Югре был открыт в городе Нягань Ханты-Мансийского автономного округа 22 ноября 1993 года. 15 февраля 1995 года театр был переименован в Няганский муниципальный детский музыкально-драматический театр, 17 января 1996 года получил статус государственного театра. Няганский государственный детский музыкально-драматический театр Архивная копия от 17 ноября 2021 на Wayback Machine снова стал ТЮЗом 20 апреля 2016 года. Няганский театр юного зрителя — коллективный член Международной ассоциации театров для детей и молодежи (АССИТЕЖ) (Association Internationale du Théâtre de l’Enfance et la Jeunesse — ASSITEJ) Архивная копия от 20 ноября 2021 на Wayback Machine.
Художественным руководителем и главным режиссёром театра с 1993 по 2004 г.г. являлась Нина Тимохова — театральный режиссёр, выпускница Театрального института имени Бориса Щукина (мастерская А. М. Поламишева) Архивная копия от 11 ноября 2021 на Wayback Machine.

## История (1993—2013)
Няганский ТЮЗ был создан в связи с ростом детского населения и необходимостью культурного обслуживания подрастающего поколения по инициативе главы Администрации В. В. Журавлёва, куда была приглашена труппа молодых актёров театра-студии «Логос» из Нижнего Тагила, возглавляемая режиссёром Ниной Михайловной Тимоховой. Творческий десант из 18 человек — актёры, музыканты, художники, администраторы — вместе с работниками недавно построенного ДК «Геолог», здание которого было передано театру в аренду, составили коллектив муниципального Театра Юного Зрителя. Несмотря на все материально-технические трудности, морозы и суровый северный быт, уже 24 декабря 1994 года была сыграна премьера спектакля «Однажды в Простоквашино» по повести Э.Успенского «Дядя Федор, пёс и кот», а в фойе театра прошло традиционное представление у новогодней ёлки. Становление театра проходило в сложнейших материально-технических и финансовых условиях начала 1990-х годов, а главной задачей творческого коллектива стало создание на левобережье Оби культурного центра для детского и семейного отдыха. К Международному дню театра 19 марта 1994 года театр приготовил своеобразную презентацию — театрально-музыкальное «Блеск-шоу», чем привлек внимание взрослой публики. За первые несколько лет сложился детский репертуар, в который вошли как постановки известных классических сказок «Буратино!», «Винни-Пух и все все все», «Золушка», «Белоснежка и семь гномов», «Бременские музыканты», так и оригинальные инсценировки современных авторов. В 1995 году к 10-летнему юбилею города Нягань Н.Тимохова поставила музыкальную сказку «Пиковая Дама или женитьба Короля» по пьесе. написанной специально для няганской труппы известными детскими писателями М. Москвиной и С. Седовым,. Актёры впервые попробовали себя в жанре мюзикла, музыку к которому написал актёр театра Игорь Урываев. Каждая премьера доказывала необходимость существования театральной труппы в маленьком северном городе.
Невзирая на кадровый голод и отсутствие транспортной инфраструктуры, коллектив развивался и активно гастролировал по ХМАО. В мае 1994 года творческий коллектив отправился на свои первые гастроли в окружную столицу — город Ханты-Мансийск, где со спектаклями познакомились и дети окружной столицы, и Губернатор ХМАО-Югры А. В. Филиппенко До 2004 года, пока не был построен мост через Иртыш в Ханты-Мансийске, гастроли из Нягани в восточную часть Югры совершались в основном на вертолётах, речным транспортом по Оби и Иртышу, либо вахтовками в отдаленные поселки округа. С 1995 года труппа стала регулярно привлекаться к работе над культурными мероприятиями окружного значения, такими как празднование 50-летия Победы в Великой Отечественной войне, 65-летие создания Ханты-Мансийского автономного округа-Югры, Губернаторские ёлки и Губернаторские новогодние балы. За высокий художественный уровень и вклад в развитие культуры Ханты-Мансийского округа 17 января 1996 года на основании распоряжения Главы администрации Ханты-Мансийского АО А. В. Филиппенко Няганскому муниципальному детскому музыкально-драматическому театру был присвоен статус Государственного театра..
1997 год стал для няганского театра годом первых театральных фестивалей: с регионального Форума театров Урала и Сибири в г. Сургуте «Югорская театральная весна», в жюри которого вошли профессора Российской академии театральных искусств (ГИТИС) М.Скандаров Архивная копия от 11 ноября 2021 на Wayback Machine, А. Бартошевич, Е. Хайченко, Архивная копия от 11 ноября 2021 на Wayback Machine Е. Кочетова Архивная копия от 11 ноября 2021 на Wayback Machine и старейший театральный художник страны И. П. Уварова-Даниэль Архивная копия от 11 ноября 2021 на Wayback Machine, коллектив театра привез специальную премию критики «За поиски в области создания синтетического театрального зрелища для детской публики». Статья о фестивале вышла в газете «Культура». 7 сентября 1997 г. молодой театр по приглашению критика Олега Лоевского открыл программу IV Всероссийском фестивале для детей и молодежи «Реальный театр» в Екатеринбурге, На фестивале огромную поддержку труппа получила от авторитетных деятелей театра З.Я Корогодского и В. Я. Калиша. Архивная копия от 17 ноября 2021 на Wayback Machine.
28 февраля 1998 года .была открыта малая сцена театра. С этого момента театр регулярно выпускает спектакли для взрослой публики, особой популярны стали вечера в стиле театра-кабаре. Одна за другой выходят премьеры спектаклей: «Дым четверга» по пьесе Н. Скороход Архивная копия от 17 ноября 2021 на Wayback Machine «Бъдын» (режиссёр Е. Ланцов), «Женщины все безумны» по пьесе К. Манье «Блэз» и «Пока она умирала» Н. Птушкиной (режиссёр Н. Тимохова).
С 3 по 5 ноября 2000 года. в рамках празднования 70-летия Ханты-Мансийского автономного округа, прошли гастроли труппы в Москве на сцене театра на Малой Бронной. За организацию и проведение этих гастролей Няганский театр в 2001 году был удостоен гранта премии Губернатора Югры в области культуры и искусства «Событие». В апреле 2001 года спектакль по сказкам Б. Шергина «А вот кому лбов золотить?» был включен в программу Международного театрального фестиваля «Царь-сказка» Архивная копия от 12 октября 2021 на Wayback Machine в Великом Новгороде. В сентябре в рамках II театрального фестиваля «Чайка» состоялась встреча коллектива театра с Председателем Союза Театральных Деятелей А. А. Калягиным. В то же время начались съемки документального фильма журналиста Александра Политковского из цикла «Территория Север» о жизни и творчестве театрального коллектива из маленького северного города.
К своему десятилетию Няганский государственный детский музыкально- драматический театр стал активным участником театральной жизни России, много и активно гастролировал по территории ХМАО, ежегодно его спектакли посещало более 19 000 зрителей, С 2004 года театр — постоянный участник Окружного театрального фестиваля «Белое пространство». Первым спектаклем, удостоенным Диплома лауреата этого театрального форума стал спектакль по пьесе А. Н. Островского «Невольницы» в постановке режиссёра Владимира Берзина Архивная копия от 11 ноября 2021 на Wayback Machine и художника Владимира Ковальчука. С 2002 года труппа театра ведет плодотворное сотрудничество с режиссёром Игорем Лариным. В 2005—2006 годах актёры театра приняли участие в актёрско-режиссёрских лабораториях под руководством Романа Козака и Олега Лоевского. С 2005 по 2010 годы ряд спектаклей поставил режиссёр Евгений Зимин Архивная копия от 17 ноября 2021 на Wayback Machine, спектакль которого «Бравый солдат Швейк и мировая война» по роману Я. Гашека получил специальный диплом критики «За смелость в освоении литературного материала» на VI Фестивале театров малых городов России Архивная копия от 17 ноября 2021 на Wayback Machine в Москве в апреле 2006 года. В 2010 году на VI Всероссийском фестивале спектаклей для детей и подростков «На» пороге юности" Архивная копия от 17 ноября 2021 на Wayback Machine (г. Рязань) сразу две награды завоевал спектакль в постановке Евгения Крайзеля по повести Д. Рубиной «Когда выпадет снег.?». Театр был награждён дипломом «За доверие и уважение к миру современного подростка», а специальная Премия им. Народной артистки В.Сперантовой, учреждённая Российским детским фондом, была вручена актрисе Елене Ермаковой.
В июне 2011 года был закрыт доступ зрителей в здание театра по причине проведения ремонтных работ в фойе. Начался один из самых сложных периодов в жизни театра: из 177 спектаклей сезона только 56 были сыграны на своей площадке, а остальные 121.на других сценических площадках города и округа.

## Современность (2013—2023)
В 2014 году на VI окружном театральном фестивале «Белое пространство» театр показал спектакль «Как Эква-Пырись на охоту ходил», созданный на основе мансийских легенд актёрами театра вместе с молодым петербургским режиссёром Александром Савчуком. В 2015 году Экспертным советом Российской Национальной театральной премии в области театра для детей «Арлекин» Архивная копия от 19 ноября 2021 на Wayback Machine этот спектакль был отобран и вошел в качестве одного из шести номинантов в конкурсную программу XII Всероссийского театрального фестиваля «Арлекин» в Санкт-Петербурге.
Осенью 2014 года коллективу театра было предоставлено для работы помещение бывшей начальной школы, которое было приспособлено для спектаклей и репетиций, и используется в качестве театральной площадки по настоящее время.
В 2015 году театр принимал участие в культурной программе XIII Международного фестиваля кинематографических дебютов «Дух огня» Архивная копия от 19 ноября 2021 на Wayback Machine и Сурдлимпиады в Ханты-Мансийске. С ноября 2015 года актёры с успехом осваивают жанр baby-theater: в репертуаре театра пять спектаклей для самых маленьких, три из которых — «У кота Воркота» (режиссёр В. Евтюхина Архивная копия от 20 ноября 2021 на Wayback Machine), «Колобок» и «Муха-Цокотуха» (режиссёр А. Старцева) не раз становились участниками и дипломантами престижных театральных фестивалей, в том числе за границей.
В 2016 году в Няганском ТЮЗе ставят Екатерина Гороховская, Александр Баргман, с мастер-классом приезжает Вениамин Фильштинский. Театр много работает для подростков, на его базе проводятся драматургические лаборатории «Я-есть!» и «Мы-вместе!» Архивная копия от 19 ноября 2021 на Wayback Machine, в результате которых появляются актуальные спектакли по пьесам, написанным подростками, для постановки которых приглашаются самые востребованные молодые режиссёры страны, такие как Артём Устинов, Сергей Чехов и Данил Чащин. Спектакли «Научи меня летать» Архивная копия от 19 ноября 2021 на Wayback Machine и « Я-есть!» Архивная копия от 19 ноября 2021 на Wayback Machine достойно представили театр на площадке московского театрального форума молодой режиссуры «Артмиграция — детям» Архивная копия от 19 ноября 2021 на Wayback Machine в 2018 и 2019 году. Спектакли «Я-есть» и «История одного города» по М. Е. Салтыкову-Щедрину по мнению Экспертного совета Российской национальной премии и фестиваля «Золотая маска» вошли в Long list самых заметных спектаклей сезона 2017-18 г.г., а спектакль «#ЯАнтигона» в постановке Алессандры Джунтини Архивная копия от 20 ноября 2021 на Wayback Machine появился в Long list «Золотой маски» среди лучших спектаклей сезона 2019-20 г.г. Во внеконкурсной программе фестиваля «Золотая маска» Детский Weekend Архивная копия от 20 ноября 2021 на Wayback Machine 2020 г. принял участие baby-спектакль «Муха-Цокотуха».

## Руководители театра
Тимохова Нина Михайловна — художественный руководитель и главный режиссёр (1993—2004)
Рахамимов Александр Иозиевич — директор театра (1993—1995)
Заковряжин Геннадий Георгиевич — директор театра (1996—1998)
Гурец Владимир Трофимович — директор театра (2001—2011)
Постникова Анастасия Геннадьевна — директор театра с 2011 года.
Реутов Николай Александрович Архивная копия от 17 ноября 2021 на Wayback Machine — художественный руководитель (2016—2019)

## Режиссёры
| - Тимохова Нина Михайловна - Ланцов Евгений Юрьевич - Ларин Игорь Николаевич - Маламуд Софья Николаевна Архивная копия от 11 ноября 2021 на Wayback Machine - Берзин Владимир Альфредович Архивная копия от 11 ноября 2021 на Wayback Machine - Ушатинский Андрей Евгеньевич Архивная копия от 17 ноября 2021 на Wayback Machine - Зимин Евгений Юрьевич Архивная копия от 17 ноября 2021 на Wayback Machine - Михайлов Павел Иванович Архивная копия от 17 ноября 2021 на Wayback Machine - Крайзель Евгений Зейликович - Сергеев Павел Петрович Архивная копия от 17 ноября 2021 на Wayback Machine | - Архипов Леонид Андреевич - Иванов Лев Владимирович - Савчук Александр Викторович - Евтюхина Виктория Анатольевна - Каганович Роман Борисович - Старцева Анастасия Сергеевна - Устинов Артем Алексеевич - Гороховская Екатерина Владимировна - Лебедев Игорь Витальевич - Беркович Евгения Борисовна - Ибрагимов Евгений Николаевич | - Чащин Данил Олегович - Баргман Александр Львович - Джунтини Алессандра] - Пачин Иван Сергеевич - Гуревич Филипп Михайлович |

## Репертуар
| 1993 - «Однажды в Простоквашино» — по сказке Э.Успенского. Режиссёр Н. Тимохова, художник — В. Вяткин. 1994 - « Буратино!» — театральная шутка по сказке А. Толстого. Режиссёр Н. Тимохова, художник — В. Вяткин. - «Винни-Пух и все, все. все…» — по сказке А. Милна. Режиссёр Н. Тимохова, художник — В. Вяткин. - «Чепуха. чепухень, чепухенция!..» — супершоу по для взрослых и детей по книге Г. Остера «Вредные советы». Режиссёр Н. Тимохова, художник — Ж. Ханьжина. - «Людвиг XIV и Тутта Карлссон» — музыкальная сказка по повести Я. Экхольма. Режиссёр Н. Тимохова, художник — В. Вяткин. 1995 - «Шуршит забытый вальс, вращается пластинка…» — музыкально-поэтический спектакль по стихам и песням военных лет. Режиссёр Н. Тимохова, художник — В. Вяткин. - «Голос Севера» — пластический спектакль-феерия. Режиссёр Н. Тимохова, балетмейстер- Г. Анисимова. - «Пиковая Дама или женитьба Короля» — сказка-мюзикл по пьесе М. Москвиной и С. Седова. Режиссёр Н. Тимохова, художник — В. Вяткин, композитор — И. Урываев. - «Сказание о земле Югорской» — музыкально-поэтический спектакль по народным сказаниям ханты и манси. Режиссёр Н. Тимохова, художник — В. Вяткин, балетмейстер- Г. Анисимова. 1996 - «Золушка» — по пьесе Е. Шварца. Режиссёр Н. Тимохова, художник — В. Вяткин. - «Мощи святого Хьюго» — вестерн для детей по повести А.Трушкина «Хрюки Мауси — детектив из Чаппареля». Режиссёр Н. Тимохова, художник — В. Вяткин. 1998 - «Женщины все безумны» — по пьесе К. Манье «Блэз». Режиссёр Н. Тимохова, художник М. Борисова. - «Дым четверга» — по пьесе Н. Скороход «Бъдын». Постановка и сценография — режиссёр Е. Ланцов. - «Белоснежка и семь гномов» — страшная-страшная сказка по пьесе Л. Устинова. Режиссёр Н. Тимохова, художник — В. Вяткин. 1999 - «Пока она умирала» — по пьесе Н. Птушкиной Режиссёр Н. Тимохова, художник М. Борисова. - Бременские музыканты" — сказка-мюзикл по пьесе Ю. Яковлева и Ю. Энтина на музыку Г. Гладкова. Режиссёр Н. Тимохова, художник — В. Вяткин, балетмейстер- Г. Анисимова. 2000 - «А вот кому лбов золотить?…» — бывальщина с небывальщиной по сказкам Б. Шергина. Режиссёр Н. Тимохова, художник — В. Вяткин, балетмейстер- Г. Анисимова. - «Визитеры» — по пьесе А. Аверченко. Режиссёр Н. Тимохова, художник М.Борисова. - «Миллениум-перформанс» — пластический спектакль. Режиссёр Н. Тимохова, балетмейстер- Г. Анисимова. 2001 - «Сказ о скоморохе и царе горохе» — по пьесе М. Корабельника. Постановка и сценография — режиссёр Ю. Кокорин. - «Доходное место» — по пьесе А. Н. Островского. Постановка и сценография — режиссёр Ю. Кокорин. - «Королева Алиса» — музыкальное сновидение по сказке Л. Кэрролла «Алиса в Зазеркалье». Режиссёр, художник и композитор — А.Дроздов, балетмейстер — Г. Анисимова. 2002 - « Станционный смотритель» и «Барышня-крестьянка» — по одноимённым произведениям А. С. Пушкина («Повести Белкина»). Художник-постановщик и режиссёр — Игорь Ларин. - «Соната для троих» — драма по киносценарию И. Бергмана. Художник-постановщик и режиссёр — Игорь Ларин. - «Кто живёт под столом?» — автор пьесы и режиссёр Д. Язов. - «Снежная королева» — сказочная феерия по сказке Г.-Х. Андерсена. Художник-постановщик и режиссёр — Игорь Ларин. 2003 - «Мотылек» — по пьесе П.Гладилина. Режиссёр Н. Тимохова, художник М.Борисова. - « Маленькая принцесса» — по мотивам повести Ф. Э. Бёрнетт. Режиссёр Н. Тимохова, художник М.Борисова. - "Банда-джаз «Контрабас» — пластический спектакль- шоу на темы джаза. Режиссёр Н. Тимохова, балетмейстер- Г. Анисимова. 2004 - «Невольницы» — по пьесе А. Н. Островского. Режиссёр В. Берзин, художник — В. Ковальчук. 2005 - «Правила игры» — игра-импровизация в стиле буфф. Автор и режиссёр А. Ушатинский. - «По зелёным холмам океана» — по пьесе С. Козлова. Режиссёр А. Ушатинский. - «Бравый солдат Швейк и мировая война» — фарс по роману Я.Гашека. Режиссёр Е.Зимин, художник М.Осипова. - «Чипполино» — интерактивный спектакль-игра по сказке Д.Родари. Режиссёр А. Ушатинский, художник — А. Бунькова. - « Слишком женатый таксист» — по пьесе Р. Куни. Режиссёр Е.Зимин, художник М.Осипова. - «Путешествие в Накситраллию» — по пьесе Н. Колтышевой. Режиссёр Е.Зимин, художник М.Осипова. - «Крутится-вертится» — пластический спектакль-шоу на тему русских народных песен и романсов. Балетмейстер Г. Анисимова, художник — М. Борисова. | 2006 - «Наверх!» — фантазия по притчам Т. Теллегена «Не все умеют падать». Режиссёр П. Михайлов, художник М. Борисова. - " «Про мою маму и про меня» — школьные сочинения по пьесе Е. Исаевой. Режиссёр Е.Зимин, художник М.Осипова. - «Снегурушка» по пьесе М. Бартенева. Режиссёр Е.Зимин, художник М.Осипова. 2007 - «Цирк Шардам» по пьесе Д. Хармса. Режиссёр Т. Захарова, художник М Борисова. - «Прекрасное воскресенье для пикника» по пьесе Т. Уильямса. Режиссёр Т. Захарова, художник Л. Карсей. - «Предательство» — по пьесе Г. Пинтера. Режиссёр Е.Зимин, художник М.Осипова. 2008 - «Вождь краснокожих» — по рассказу О’Генри в инсценировке З.Сагалова. Режиссёр А. Ушаков, художник Л. Карсей. - « Когда выпадет снег…» — по рассказу Д. Рубиной. Режиссёр Е. Крайзель, художник Л. Карсей. - «Маленькая баба Яга» — по сказке О. Пройслер. Режиссёр П. Сергеев, художник Л.Карсей. 2009 - « Мой внук Вениамин» — по пьесе Л. Улицкой. Режиссёр Л. Архипов, художник Л. Карсей. - « Сказка о царе Салтане» — по сказке А. С. Пушкина. Режиссёр П. Сергеев, художник Л. Карсей. - «Кентервильское привидение» — по мотивам повести О. Уайльда. Режиссёр П. Сергеев, художник Л. Карсей. 2010 - «Старомодная комедия» — по пьесе А. Арбузова. Режиссёр Л. Девина, художник Л. Карсей. - «Провинциальный романс» — по рассказам А. П. Чехова « Невеста» и «Ионыч». Режиссёр Е. Зимин, художник Л. Карсей. - « Марьино поле» — по пьесе О. Богаева. Режиссёр А. Архипов, художник Л. Карсей. 2011 - « 5-25» — по пьесе Д. Привалова. Режиссёр С. Бердский, художник М.Борисова. - « Капризная принцесса» — по сказкам Г. Х. Андерсена «Принцесса и свинопас» и «Принцесса на горошине». Режиссёр П. Сергеев, художник Л. Карсей. - «Все мыши любят сыр» — по пьесе Д. Урбан. Режиссёр С. Дмитриев, художник Л. Карсей - «Слон и птичка» — по сказке Доктора Сьюза «Слон Хортон высиживает яйцо». Режиссёр А. Ушаков, художник М. Борисова. 2012 - « Примадонны» — по пьесе К. Людвига. Режиссёр Е. Крайзель. Художник М. Борисова. - « Танец альбатроса» — по пьесе Ж. Сиблейраса. Режиссёр И. Ларин, художник Ж. Ханьжина. - « Емелино счастье» — по пьесе Р.Сефа и В. Новацкого. Режиссёр А. Няньчук, художник Л. Карсей. - « Кукарямба» — по сказке А. Линдгрен «Пеппи Длинныйчулок». Режиссёр С. Дмитриев, художник Т. Валериус-Балахонцева. - «Волшебное царство Морозко» — по пьесе О.Розум «Снежные искорки». Режиссёр А. Ушаков, художник Ж. Ханьжина. 2013 - «Рождественская история» — вертепное представление по текстам Д. Ростовского и духовным песнопениям. Режиссёр Ю. Хмызенко, художник Л. Карсей. - «Дорогая Памела» — по пьесе Д. Патрика. Режиссёр Е. Крайзель, художник Л. Карсей. - «Апельсиновые сказки» — по мотивам итальянских народных сказок. Режиссёр С, Усков, художник Л.Жамалетдинова. - «Рядовые» — баллада по пьесе А.Дударева. Режиссёр Л. Иванов, художник Г.Пашин. - « Сотворившая чудо» — по драме У.Гибсона. Режиссёр Л.Иванов, художник Л. Карсей. - « Как Эква-Пырись на охоту ходил» — игра в эпос по мотивам мансийских сказок. Режиссёр А. Савчук, художник М. Черницов. - «Шум за сценой» — по пьесе М. Фрейна. Режиссёр А. Няньчук. художник Л. Карсей, хореограф Н. Реутов. 2014 - «Простые истории» — пластический спектакль. Режиссёр — Н. Реутов, художник Н. Чернышов. - «Спасти камер-юнкера Пушкина» — по пьесе М. Хейфеца. Режиссёр Л. Иванов, художник Л. Карсей. - « Большой секрет» — интерактивный спектакль-игра по стихам Ю. Мориц. Режиссёр и художник — Ж. Ханьжина. - « Аленький цветочек» — по сказке С.Аксакова. Режиссёр П. Сергеев, художник Л. Карсей. | 2015 - « Можно попросить Нину?» — по рассказу К. Булычева. Режиссёр Р. Каганович, художник Е. Шепелев. - «Игроки» по пьесе Н. В. Гоголя. Режиссёр А. Савчук, художник М. Черницов. - «У кота Воркота» — baby-спектакль. Режиссёр В. Евтюхина, художник М. Черницов. - « Когда мы были на войне» — документальный спектакль по воспоминаниям военных лет. Режиссёр Н. Чилимова, художник Л. Карсей. - « К маме» — кукольный спектакль по сказке Б. Шергина «Ваня Датский». Режиссёр Ю. Хмызенко, художник В. Ситулин. 2016 - « Ночь перед Рождеством» — сказка для взрослых по повести Н. В. Гоголя. Режиссёр А. Старцева, художник — Л. Карсей, хореограф — Н. Реутов. - «Теремок» — кукольный спектакль по мотивам сказки С. Маршака. Режиссёр А. Старцева, художник Н. Бурнос. - «Морфий» — по рассказу М. Булгакова. Режиссёр Р. Каганович, художник Е. Шепелев. - «Научи меня летать» — по пьесе Е. Гороховской. Режиссёр — А. Устинов, художник — Н. Бурнос. - « Кьоджинские перепалки» — по пьесе К.Гольдони. Режиссёр И. Лебедев, художник — Е. Подлесова. - « Щелкунчик» — по сказке Э.Т. А. Гофмана. Режиссёр Е. Беркович, художник — К. Сорокина. - « Чудо на окошке» — baby-спектакль. Режиссёр А. Старцева, художник Ж. Ханьжина. 2017 - « Астероиды» — по мотивам книги А. де Сент Экзюпери «Маленький принц». Пьеса и постановка Е. Гороховской, художник А. Гумаров. - «Ханума» — музыкальная комедия по пьесе А Цагарели. Режиссёр Н. Реутов, художник А. Гумаров. - « История одного города» по повести М. Е. Салтыкова-Щедрина. Режиссёр А. Устинов, художник И. Капитанов. - « Прелестница Амхерста» по пьесе У. Люса. Режиссёр А. Старцева, художник А. Гумаров. - « Я-есть!» — по пьесам, написанным подростками на драматургической лаборатории. Режиссёры С. Чехов, Д. Чащин, художник А. Юдина. - «Волшебная лампа Аладдина». Режиссёр В. Литвинов, художник М. Литвинова. - « Колобок» — baby-спектакль. Режиссёр А. Старцева, художник М. Скобелева. 2018 - « Спящая красавица» — кукольный спектакль. Режиссёр М. Дроздова, художники В. Ситулин. Л. Карсей. - « НАш класс» — по пьесе Т. Слободзяника. Режиссёр А. Баргман, художник А. Гумаров. - «Муха-цокотуха» — baby-спектакль по сказке К. Чуковского. Режиссёр А. Старцева, художник М. Скобелева. - «Золушка» — по пьесе Е. Шварца. Режиссёр А. Исаков, художник Л. Карсей. - « „Весь мир -Шекспир“ — по пьесе У. Шекспира „Укрощение строптивой“. Режиссёры: А. Старцева, Е. Ибрагимов, художник Ю. Михеева. - „ В поисках гадкого утенка“ — пьеса П. Бородиной по мотивам сказки Г.-Х. Андерсена. Режиссёр А. Джунтини, художник С. Матвеева. 2019 - „ Концерт для платяного шкафа с оркестром“ — по стихам современных детских поэтов. Режиссёр Е. Евстропова, художник Л. Жамалетдинова, композитор Г. Успенский. - „Темные аллеи“ — по рассказам И. А. Бунина. Режиссёр А. Старцева, художник Ю. Михеева. - „Гроза“ — по пьесе А. Н. Островского. Режиссёр Е. Гороховская, художник А. Гумаров. - „ Питер Пен“ — по сказочной повести Дж. М. Барри. Режиссёр Ю. Лайкова, художник Х. Цаболов. - „ Что такое счастье?“ — baby-спектакль по сказке У. Мотшиуниг „Как лисенок счастье искал?“. Режиссёр А. Старцева, художник М. Скобелева. 2020 - „ Антигона“ — пьеса Е. Шевченко по мотивам трагедии Софокла. Режиссёр, художник А. Джунтини, хореограф М. Сиукаева. - „Таинственные знаки“ — танцевальное ревю. Хореограф-постановщик А. Ищук. - „Умеешь ли ты свичтеть, Йоханна?“ — по книге У.Старка Режиссёр, художник И. Пачин. 2021 - „Ундина“ — визуально-пластический спектакль на основе подростковой пьесы З. ан и Я. Серажетдиновой. Хореограф-постановщик Я. Чипуштанова, художники В. Ситулин. Х. Цаболов. - „ ALOLAJ. История в 12 струнах“ — пьеса К. Бесолти по мотивам нартского эпоса. Режиссёр, хореограф — М. Сиукаева, художник О. Богатищева, композитор Д. Жамбалов. - „Джаггер, Джаггер!“ — по книге Ф. Нильсон. Режиссёр Р. Бокланов, художник О. Айрапетян, композитор М. Морозов. - „Житие Спиридона Расторгуева“ — по рассказу В. Шукшина „Сураз“. Режиссёр Ф. Гуревич, художник А. Агафонова. |

## Театральные проекты
„Сказки у камина“.
Проект „Сказки у камина“ создан в Няганском ТЮЗе в 2016 году.. Актёр театра читают любимые сказки каждое воскресенье, превращая их в маленькие спектакли. Цель проекта — популяризация книг и чтения.
Уроки литературы в театре.
В 2019 году Няганский ТЮЗ выиграл грант Министерства культуры РФ на проведение уроков литературы в театре. В репертуарном плане появились читки пьес с участием зрителей в театре и старшеклассников — в школах. Были выбраны пьесы „Ревизор“ Н. В. Гоголя, „Ромео и Джульетта“ В. Шекспира и „Мещанин во дворянстве“ Ж.-Б. Мольера, а также „Повести Белкина“ А. С, Пушкина и поэма А. Твардовского „Василий Тёркин“.
Учебно-просветительский онлайн-проект #НяганьТЮЗуроки.
В условиях карантина онлайн-уроки пришли на смену открытым урокам литературы в театре. Актёры Няганского ТЮЗа предложили свою творческую помощь учителям при изучении школьной программы. Формат изменился, но неизменным осталось правило театра — нескучная классика.
„Сказки народов России“.
В цикл входят русские, татарские, башкирские, калмыцкие сказки, а также сказки народов Севера и Сибири.. Сказки рассказываются на различных диалектах с использованием национальных музыкалльных инструментов. и различных визуальных эффектов, таких, как песочная анимация. Создавая уникальный мир народных сказок, драматические актёры много работают и с куклами, и с предметами, Идея проекта и постановка — Марина Дроздова, художник — Владимир Ситулин, хореограф — Яна Чипуштанова.
Драматургические лаборатории „Я-есть!“ и „Мы — вместе!“. Архивная копия от 19 ноября 2021 на Wayback Machine
Театральный социальный арт-проект. суть которого в том, что подростки. в том числе трудные или с особенностями развития, самостоятельно пишут пьесы под руководством опытных драматургов, а профессиональные режиссёры совместно с артистами осуществляют постановку по пьесам детей. Особенность лаборатории состоит в идее объединения и установления духовного равенства посредством театрального искусства подростков и молодежи независимо от состояния здоровья и социального статуса.

## Участие в фестивалях, награды и премии
- 1997 год, 6 — 13 апреля — Межрегиональный форум театров Урала и Сибири „Югорская театральная весна“ в Сургуте. Специальная премия критики „ За поиски в области синтетического театрального зрелища для детской публики“. Спектакли: „ Чепуха, чепухень, чепухенция!..“ по мотивам „Вредных советов“ Г. Остера,(режиссёр Н. Тимохова, художник Ж. Ханьжина), „Пиковая Дама или женитьба Короля“ по пьесе М. Москвиной и С. Седова (режиссёр Н.Тимохова, художник В..Вяткин)
- 1997 год, 7 — 14 сентября - IV Всероссийский театральный фестиваль»Реальный театр" в Екатеринбурге. Спектакль « Чепуха, чепухень, чепухенция!..» (режиссёр Н.Тимохова, художник Ж.Ханьжина).
- 1998 год, март — I театральный фестиваль"Золотой конёк" Архивная копия от 19 ноября 2021 на Wayback Machine в Тюмени. Спектакль «Золушка» по пьесе Е.Шварца (режиссёр Н.Тимохова, художник В. Вяткин).
- 2001 год, 23 — 27 апреля — VI Международный театральный фестиваль «Царь-Сказка»/Kingfestival" Архивная копия от 12 октября 2021 на Wayback Machine в Великом Новгороде. Спектакль «А вот, кому лбов золотить?..» по сказкам Б. Шергина (режиссёр Н.Тимохова, художник В. Вяткин).
- 2001 год, 1 — 15 октября — V Международный фестиваль «Театр без границ» в Магнитогорске. Спектакль « Дым четверга» по пьесе Н. Скороход «Бъдын» (режиссёр-постановщик Е. Ланцов)[10]
- 2004 год, 4 — 9 ноября — I окружной театральный фестиваль «Белое пространство» в Ханты-Мансийске. Дипломы фестиваля "За воплощение образов Евдокима и Евлалии Стыровых в пьесе А. Н. Островского «Невольницы» актёрам А. Нестерову и Н. Чиллимовой. Спектакль «Невольницы» А. Н. Островского (режиссёр В. Берзин Архивная копия от 11 ноября 2021 на Wayback Machine, художник В.Ковальчук)
- 2006 год, 23 — 29 апреля — VI Всероссийский Фестиваль театров малых городов России Архивная копия от 17 ноября 2021 на Wayback Machine в Москве. Специальный диплом критики «За смелость в освоении литературного материала». Спектакль «Бравый солдат Швейк и мировая война» по роману Я. Гашека (режиссёр Е. Зимин, художник М. Осипова).
- 2006 год, .25 ноября — 1 декабря — II окружной театральный фестиваль «Белое пространство» в Ханты-Мансийске. Дипломы фестиваля «За художественное решение спектакля „Бравый солдат Швейк“ художнику-постановщику М.Осиповой и „За актёрское обаяние в роли солдата Швейка“ актёру Ю. Хмызенко. Спектакль „Бравый солдат Швейк и мировая война“ по роману Я. Гашека (режиссёр Е. Зимин),.
- 2010 год, ноябрь - IV окружной театральный фестиваль „Белое пространство“ в Ханты-Мансийске. Диплом фестиваля „За мастерство актёрского ансамбля“. Спектакль „Мой внук Вениамин“ по пьесе Л. Улицкой (режиссёр Л. Архипов, художник Л. Карсей).
- 2010 год, 1- 7 октября — VI Всероссийский фестиваль спектаклей для детей и подростков „На пороге юности“ в Рязани. Диплом „За доверие и уважение к миру современного подростка“ и специальная Премия им. Народной артистки В.Сперантовой, учреждённая Российским детским фондом актрисе Е. Ермаковой. Спектакль „Когда выпадет снег.?“ по повести Д. Рубиной (режиссёр Е. Крайзель, художник Л. Карсей).
- 2015 год, 22 — 28 апреля - XII Всероссийский фестиваль театрального искусства для детей Российской Национальной театральной премии „Арлекин“ в Санкт-Петербурге. Спектакль „Как Эква-Пырись на охоту ходил“[11] по мансийскому национальному эпосу (режиссёр А.Савчук, художник М. Черницов).
- 2016 год, 6 — 10 февраля — XII фестиваль „Пять вечеров“ им. А. Володина в Санкт-Петербурге. Спектакль „ Можно попросить Нину?“[12] по рассказу К. Булычёва (режиссёр Р. Каганович, художник Е. Шепелев)
- 2016 год, 18 — 23 марта — XIII Международный сказочный фестиваль „Я-мал, привет!“ Архивная копия от 20 ноября 2021 на Wayback Machine в Н. Уренгое. Спектакль „Как Эква-Пырись на охоту ходил“[11] по мансийскому национальному эпосу (режиссёр А. Савчук, художник М. Черницов).
- 2016 год, 10 — 11 апреля — IV Всероссийский фестиваль-конкурс актёрской песни „Почти Belcanto“ Специальный приз за вокально-пластическое решение песни.
- 2016 год, 25 — 28 мая — VII окружной театральный фестиваль „Белое пространство“ в Ханты-мансийске[13]. Специальный диплом критики „За высокий профессионализм в театре для самых маленьких“. Спектакль „У кота Воркота“ (режиссёр В. Евтюхина Архивная копия от 20 ноября 2021 на Wayback Machine, художник М. Черницов).
- 2017 год, 21- 25 апреля — Международный театральный фестиваль „Царь-Сказка“/Kingfestival» Архивная копия от 12 октября 2021 на Wayback Machine в Великом Новгороде. Спектакль «Научи меня летать» по пьесе Е. Гороховской (режиссёр А. Устинов Архивная копия от 17 ноября 2021 на Wayback Machine, художник Н. Бурнос)
- 2018 год, 16 — 21 марта — XV Международный сказочный фестиваль «Я-мал, привет!» в Н. Уренгое. Спектакли «У кота Воркота» (режиссёр В. Евтюхина Архивная копия от 20 ноября 2021 на Wayback Machine, художник М. Черницов) и «Колобок» (режиссёр А. Старцева, художник М. Скобелева)
- 2018 год, 18 — 21 мая — «Монофест» Архивная копия от 20 ноября 2021 на Wayback Machine в Перми. Спектакль «Прелестница Амхерста»[14] по пьесе Уильяма Люса (режиссёр А. Старцева, художник А. Гумаров)
- 2018 год, 31 мая — 4 июня — VIII окружной театральный фестиваль «Белое пространство» в Сургуте.[15] Диплом «За смелость в выборе материала и высокий уровень его воплощения». Спектакль «Наш класс» по пьесе Т. Слободзяника[16](режиссёр А. Баргман, художник А. Гумаров)
- 2018 год, 25 — 30 сентября — III Всероссийский молодёжный театральный фестиваль им. В. С. Золотухина в Барнауле. Дипломы в номинациях «За лучший актёрский ансамбль»и «За лучшую работу режиссёра». Спектакль «Наш класс» по пьесе Т. Слободзяника (режиссёр А. Баргман, художник А. Гумаров).
- 2018 год, 01 — 11 ноября — Всероссийский фестиваль молодой режиссуры «Артмиграция — детям» Архивная копия от 19 ноября 2021 на Wayback Machine в Москве. Спектакль «Научи меня летать» Архивная копия от 19 ноября 2021 на Wayback Machine по пьесе Е. Гороховской (режиссёр А. Устинов Архивная копия от 17 ноября 2021 на Wayback Machine, художник — Н. Бурнос) .
- 2019 год, 23 — 30 мая — XVII Фестиваль театров малых городов России в Камышине.[17][18]. Диплом в номинации «Лучший спектакль малой формы».[19] Спектакль «Наш класс» по пьесе Т. Слободзяника (режиссёр А. Баргман, художник А. Гумаров).
- 2019 год, 27 марта по 1 апреля - I Международный фестиваль для детей и подростков «Маленький сложный человек» в Санкт-Петербурге. Диплом в номинации «Лучший спектакль».[20] Спектакль «Я-есть!» по пьесам подростков — участников драматургической лаборатории «Я-есть!» (режиссёры С. Чехов и Д. Чащин, художник А. Юдина)
- 2019 год, 14 — 19 октября — XIV Международный театральный фестиваль для детей и молодежи в г. Бурса (Турция) (Bursa Uluslararası Çocuk ve Gençlik Tiyatroları Festivali). Архивная копия от 20 ноября 2021 на Wayback Machine Спектакль «Колобок» (режиссёр А. Старцева, художник М. Скобелева). Архивная копия от 20 ноября 2021 на Wayback Machine
- 2019 год, 28 октября — 3 ноября — Всероссийский фестиваль молодой режиссуры «Артмиграция — детям» Архивная копия от 19 ноября 2021 на Wayback Machine в Москве. Спектакль «Я- есть!» Архивная копия от 19 ноября 2021 на Wayback Machine[21] по пьесам подростков — участников драматургической лаборатории «Я-есть!» (режиссёры С. Чехов и Д. Чащин, художник А. Юдина)
- 2021 год, 14 — 22 мая — V Международный фестиваль русской классической драматургии «Горячее сердце»[22] в Кинешме. .Диплом в номинации «За лучшую сценографию» получил И. Капитанов художник-постановщик спектакля «История одного города» по роману М. Е. Салтыкова-Щедрина (режиссёр А.Устинов)
- 2021 год — IX окружной театральный фестиваль «Белое пространство». Дипломы театра: «Лучший актёрский ансамбль» и Премия Ассоциации театральных критиков художнику по костюмам Хетагу Цаболову — спектакль «Ундина» (режиссёр Я. Чипуштанова), а также «Лучшая роль второго плана» актёру И.Мусину за роль Ульфа и Специальный приз СТД РФ актрисе: Ю. Шенгиреевой за роль Берры в спектакле «Умеешь ли ты свистеть, Йоханна?[23]»[24] (режиссёр-постановщик И. Пачин)
- 2021 год, — IV Всероссийский молодёжный театральный фестиваль им. В. С. Золотухина в Барнауле. Диплом в номинации «Лучшая мужская роль второго плана» актёру В. Шенгирееву за роль Вани Кудряша Архивная копия от 20 ноября 2021 на Wayback Machine в спектакле «Гроза» А. Островского (режиссёр Е. Гороховская, художник А. Гумаров)

## Здание театра
С момента приезда театра в г. Нягань в 1993 году, труппа всегда работала в приспособленных помещениях. Изначально город арендовал у треста «Красноленинскнефтегазгеология» полупустое здание ведомственного Дворца культуры, где помимо театра размещался спортивный зал. Театру не хватало места для размещения костюмерного, художественного и поделочного цехов, не было репетиционного класса, требовалось увеличение гримуборных В 1997 году дворец культуры был передан трестом в счет долгов на муниципальный бюджет., а для спортзала построено новое помещение.
Впервые вопрос о строительстве в Нягани здания театра в центре города был поставлен в 1997 году главой Администрации города Е. И. Деловым совместно с председателем Комитета по культуре округа И. С. Кошкиным перед Думой ХМАО-Югры . Идея была поддержана членами окружной Думы, и началось проектирование театрального здания. Однако, из-за экономического кризиса 1998 г. финансирование проекта было заморожено, но для развития театра все же было решено реконструировать имеющееся здание. Согласование и разработка проекта реконструкции продлились до 2007 года, затем в течение трех лет работу театра пришлось постоянно согласовывать со строительным процессом. В июне 2011 года был закрыт доступ зрителей в здание театра по причине проведения ремонтных работ в фойе. Начался один из самых сложных периодов в жизни театра — жизнь в разъездах, постоянная зависимость от наличия свободных сценических площадок: спектакли играли в Домах культуры, в актовых залах школ, поселковых клубах. В 2014 году были закрыты обе сцены театра, запрещена эксплуатация здания для проведения спектаклей. Комиссии выявили ряд нарушений, допущенных при строительстве дополнительных помещений.
Осенью 2014 года коллективу театра было предоставлено для работы помещение бывшей начальной школы, которое было приспособлено для репетиций и используется в качестве театральной площадки по настоящее время. Несмотря на постоянные сложности и крайнюю нехватку рабочих площадей, театр живёт, активно развивается и является центром притяжения для зрителей всех возрастов.